# سرجس خيطي الشكل
سرجاس خيطي الشكل (الاسم العلمي: Sargassum filiforme) هو نوع من الطلائعيات يتبع جنس السرجاس من فصيلة السرجاسية.